# أدريان هوفن
أدريان هوفن (بالألمانية: Adrian Hoven) هو منتج أفلام وكاتب سيناريو ومخرج وممثل نمساوي، ولد في 18 مايو 1922 في النمسا، وتوفي في 28 أبريل 1981 في ألمانيا.

## وصلات خارجية
- أدريان هوفن على موقع IMDb (الإنجليزية)
- أدريان هوفن على موقع مونزينجر (الألمانية)
- أدريان هوفن على موقع ألو سيني (الفرنسية)
- أدريان هوفن على موقع أول موفي (الإنجليزية)
- أدريان هوفن على موقع قاعدة بيانات الأفلام السويدية (السويدية)
- أدريان هوفن على موقع ديسكوغز (الإنجليزية)
- أدريان هوفن على موقع قاعدة بيانات الفيلم (الإنجليزية)
- أدريان هوفن على موقع كينوبويسك (الروسية)